# إرنست إم. هينلي
إرنست إم. هينلي (بالإنجليزية: Ernest M. Henley)‏ هو فيزيائي أمريكي، ولد في 10 يونيو 1924 في ألمانيا، وتوفي في 26 مارس 2017.